# Bede BD-10
Dimensions
Le Bede BD-10 est un avion à réaction américain biplace de sport et de tourisme destiné à la construction amateur.

## Carrière

### Prototype
Jim Bede (en) restitue le réacteur au motoriste en 1995, le sort de la cellule étant inconnu. Le programme fut, lui, vendu en décembre 1993 à Peregrine Flight International de Minden, Nevada. 

### Accident
Immatriculé N9WZ, un second prototype fut achevé par Peregrine et effectua son premier vol le 11 novembre 1994. Il fut détruit sur accident le 30 décembre 1994, entraînant la mort de William W. Harris, constructeur de l’appareil et président de Peregrine.
Le développement de cet avion fut poursuivi par Fox Aircraft, toujours à Minden, mais le 4 août 1995 le troisième prototype (N62PJ) fut à son tour victime d’un accident entraînant la mort de son pilote.